# August Schätzlein

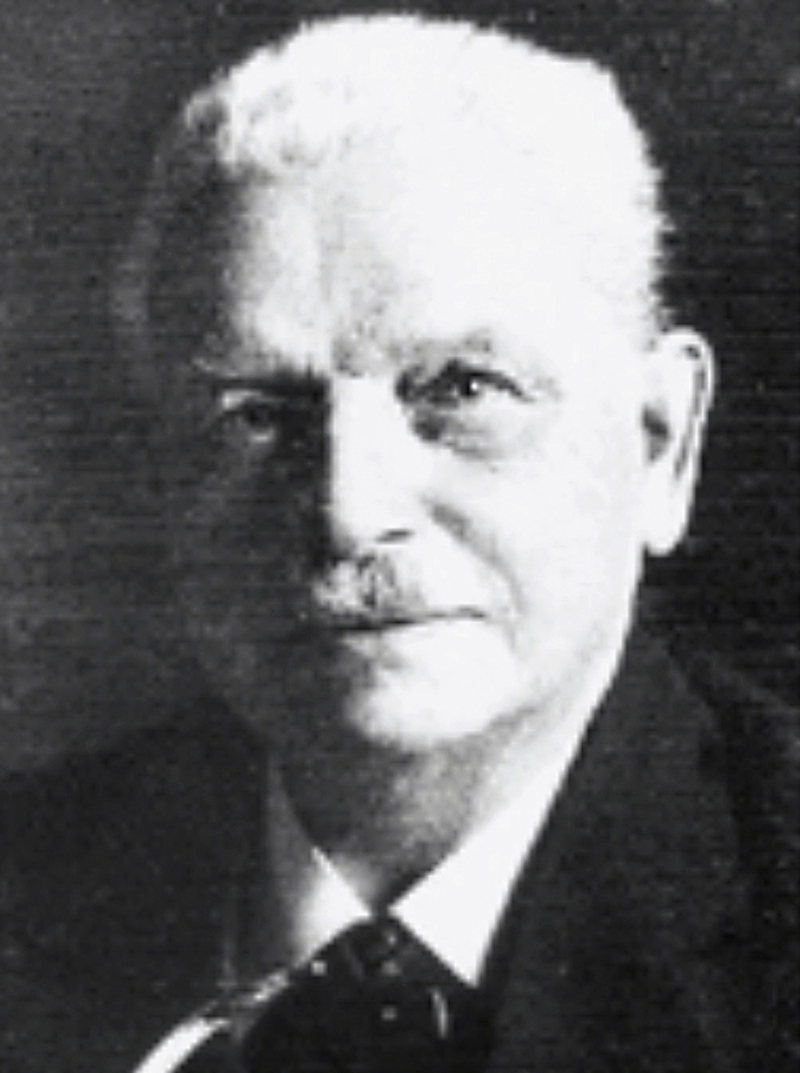
August Schätzlein um 1925

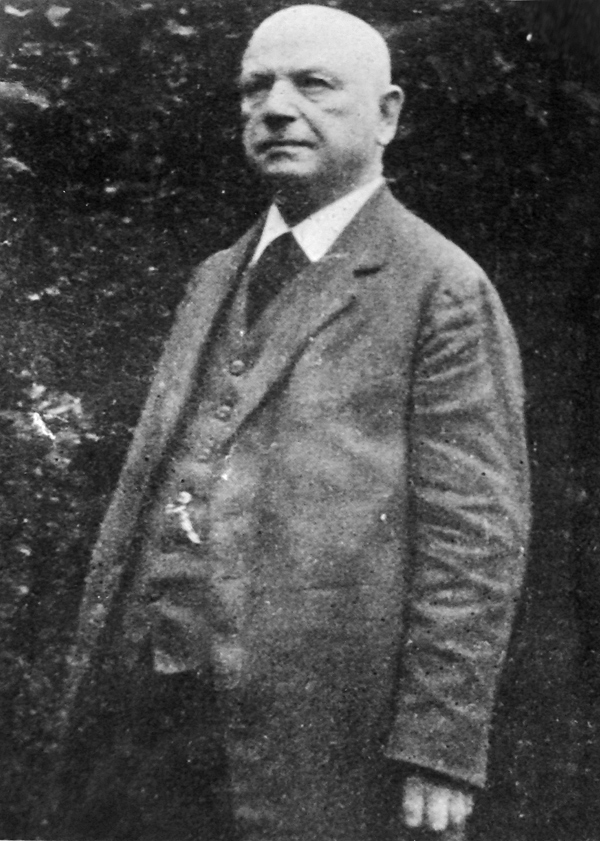
August Schätzlein

August Schätzlein (* 25. Juni 1859 in Blomberg; † 23. Dezember 1930 in Gütersloh) war deutscher Heimatforscher und Lehrer  in Bielefeld und Gütersloh.

## Leben
August Schätzlein wurde 1859 als Sohn des Landbriefträgers Georg Schätzlein und seiner Frau Charlotte in Blomberg geboren. Er besuchte in Detmold die Schule und trat 1879 als Lehrer seine erste Stelle an einer Bielefelder Bürgerschule an. Im Jahr 1884 wechselte er nach Gütersloh an die dortige katholische Volksschule und wurde einige Jahre später zum Rektor ernannt. Er galt als vorzüglicher Lehrer und Erzieher und gründete 1884 gemeinsam mit einem zweiten Lehrer die ländliche Fortbildungsschule in Kattenstroth, einem heutigen Stadtteil von Gütersloh.
Schätzlein war Mitglied im Kirchenvorstand der St.-Pankratius-Gemeinde und 24 Jahre lang Organist. Außerdem gründete er 1899 den Kattenstrother Spar- und Darlehenskassenverein und wurde dessen Vorsitzender im Aufsichtsrat. Weiterhin gehörte er zu den Gründern der Gütersloher Bank, aus der die heutige Volksbank Bielefeld-Gütersloh hervorging. Die Ergebnisse seiner Heimatforschungen fasste er in der Heimatkunde des Kreises Wiedenbrück und im Buch Gütersloh im Jahr 1928 zusammen.
August Schätzlein starb 1930 im Alter von 71 Jahren. Nach ihm wurde 1965 der August-Schätzlein-Weg in Gütersloh benannt.